# Glockenthorax
Als Glockenthorax wird eine glockenförmige Veränderung des Brustkorbs bezeichnet. Bei Kindern deutet ein Glockenthorax ebenso wie ein so genannter Froschbauch auf eine Rachitis hin, also auf eine gestörte Mineralisation der Knochen durch Vitamin-D- und Calciummangel.

## Belege
1. 1 2  Stichwort „Glockenthorax“ in Pschyrembel Wörterbuch Sexualität. Walter de Gruyter, Berlin 2006; Seite 550. ISBN 3-11-016965-7.
2. ↑  Stichwort „Froschbauch“ in Pschyrembel Wörterbuch Sexualität. Walter de Gruyter, Berlin 2006; Seite 495. ISBN 3-11-016965-7.